# Второй дивизион Дании по футболу
2-й дивизион (дат. 2. Division) — 3-я по силе лига чемпионата Дании по футболу. Основан в 1945 году как 3-й дивизион, сменил название на современное в 1991 году. На протяжении истории неоднократно менял структуру, количество участвующих команд и календарь соревнований. С сезона 2021/22 включает 12 команд, из которых по две по итогам сезона поднимаются в лигу NordicBet и опускаются в 3-й дивизион.

## История
Третий по иерархии в датском футболе чемпионат, за всю свою историю менялся не раз. Ключевые изменения происходили из-за того, что много игроков было любительского уровня. Впервые так называемая Серия III была создана в 1936 году, когда в неё входили 8 команд, разделённых на две группы по географическому признаку. По итогам сезона лучшая из 8 команд выходила в более высокий дивизион, а на её место приходила замена из местных футбольных союзов.
В сезоне 1945/46 был создан 3-й дивизион в составе 10 команд, из которого лучшая команда по итогам сезона поднималась на следующий уровень, а худшая опускалась в Датскую серию (дат. Danmarksserien). В 1951 году дивизион был расширен до 12 команд, из которых две по итогам сезона выбывали в только что созданную Квалификационную серию — буферный эшелон между дивизионной и серийной частями датского чемпионата. В 1966 году 3-й дивизион был разделён на две географические зоны по 6 команд, но из него по-прежнему одна команда поднималась наверх, а две опускались в нижние эшелоны по итогам сезона.
В 1975 году 3-й дивизион был расширен до 16 команд, зонирование упразднено. По итогам сезона во 2-й дивизион выходили 3 команды, а 4 опускались в Датский тур (дат. Danmarksturneringen). В 1986 году состав 3-го дивизиона был расширен: теперь в него входили Западная и Восточная зоны. В каждой из них насчитывалось по 14 команд, из которых 3 по итогам сезона поднимались на следующий уровень. В 1991 году, когда высший эшелон чемпионата Дании был переименован в Суперлигу, изменились обозначения остальных лиг: 2-й дивизион стал 1-м, а 3-й — 2-м. С 1992 года календарь игр в новом 2-м дивизионе, в который входили 10 команд, включал регулярный сезон осенью и плей-офф для лучших восьми команд весной. В 1997 году состав дивизиона расширен до 16 команд, возобновлены переходные матчи между 2-м дивизионом и Датской серией, но в 2000 году их снова отменили. С этого момента из 2-го дивизиона по итогам сезона поднимались и выбывали по 4 команды. С 2005 по 2010 год во 2-м дивизионе могли играть до 8 команд резервистов клубов Суперлиги. Эта опция была отменена с созданием Резервной лиги. С 2007 года в дивизионе играют по 16 команд в каждой из двух зон.
Перед сезоном 2021/22 структура датских лиг была в очередной раз реорганизована, создан новый 3-й дивизион и во всех четырёх профессиональных дивизионах осталось по 12 клубов с плей-офф для верхней и нижней шестёрок. По новой схеме из 2-го дивизиона по итогам сезона две команды выходят в лигу NordicBet и две опускаются в 3-й дивизион.